# Jane Addams
Jane Addams (Cedarville, Illinois, 6 de septiembre de 1860-Chicago, 21 de mayo de 1935) fue una trabajadora social feminista, activista del Movimiento settlement, pacifista, reformadora estadounidense, administradora pública y escritora. Fue una importante líder en la historia del Trabajo Social y en el movimiento de sufragistas en Estados Unidos que además abogó por la paz mundial. En 1889 cofundó junto a Ellen Gates Starr la Hull House de Chicago, una de las más famosas Casas de Asentamiento en Norteamérica, que hoy en día es un museo. En 1910 le fue concedido el Máster honorífico por la Universidad de Yale, convirtiéndose en la primera mujer en recibir un grado honorífico de esa institución. Fue cofundadora en 1910 de la Unión Estadounidense por las Libertades Civiles (en inglés, American Civil Liberties Union o ACLU)
En 1931 se convirtió en la primera mujer estadounidense en ser galardonada con el Premio Nobel de la Paz, y es reconocida como la fundadora de la profesión del Trabajo Social en Estados Unidos. Fue una pragmatista radical y la primera mujer "filósofa pública" de los Estados Unidos. Cuando Addams murió en 1935 era la figura pública femenina más conocida en Estados Unidos. 
En plena Era Progresista, cuando presidentes como Theodore Roosevelt y Woodrow Wilson se identificaban a sí mismos como reformistas y activistas sociales, Addams era una de las más prominentes reformistas. Contribuyó a que el gobierno y la ciudadanía estadounidense pusieran su atención en los problemas que preocupaban a las madres, tales como las necesidades de los niños, la salud pública local y la paz mundial.

## Biografía

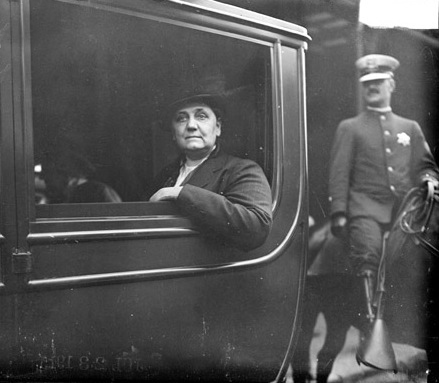
Jane Addams en 1915.

Nacida en Cedarville, Illinois, Jane Addams era la menor de ocho hijos nacidos en una próspera familia del norte del Illinois, de ascendencia inglesa. En 1863, cuando Addams tenía dos años, su madre Sarah Addams murió embarazada de su noveno hijo. De ahí en adelante Addams fue cuidada por sus hermanas mayores. Para la época en la que Addams tenía ocho años, cuatro de sus hermanos habían fallecido: tres siendo infantes y el otro a los dieciséis años.    
Addams pasó su infancia jugando en la calle, leyendo en casa y estudiando en la Sunday School. A la edad de cuatro años contrajo tuberculosis vertebral, conocida como enfermedad de Pott, lo que le causó una curvatura en su columna y problemas de salud que la acompañaron por el resto de su vida. Esto complicó su interacción con otros niños pues cojeaba y no podía correr bien. Siendo una niña se consideraba fea y temía avergonzar a su padre cuando caminaba junto a él en la calle mientras él portaba sus mejores trajes. 
Addams adoraba a su padre, John H. Addams, cuando era una niña, como lo dejó claro en sus memorias, Twenty years at Hull House (1910). Éste fue miembro fundador del partido republicano de Illinois y senador del Estado de Illinois (1855-1870). Apoyó a su amigo Abraham Lincoln en sus candidaturas al senado en 1854 y a la presidencia en 1860. John H. Addams era un empresario de la agricultura con extensas posesiones de madera y ganado; molinos de harina y madera, y una fábrica de lana. Se volvió a casar en 1868 cuando Jane tenía ocho años con Anna Hosteler Haldeman, viuda de un molinero de Freeport. 
Durante su niñez Addams tenía grandes sueños de hacer algo valioso en el mundo. Una lectora voraz, empezó a interesarse en los pobres leyendo a Charles Dickens. Inspirada por la amabilidad de su madre con los pobres de Cedarville, decidió convertirse en doctora para vivir y trabajar con los pobres. Era una idea vaga alimentada por sus lecturas de ficción. El padre de Addams la alentó para que entrara a la educación superior, pero cerca a casa. Addams estaba ansiosa por asistir a la nueva universidad para mujeres, el Smith College en Massachusetts, pero su padre le exigió ingresar al cercano Seminario Femenino de Rockford (actualmente la Universidad de Rockford) en Illinois. Luego de graduarse de Rockford en 1881, tenía la esperanza de asistir al Smith College para obtener la licenciatura. Ese verano, su padre murió inesperadamente de un repentino caso de apendicitis. Cada uno de sus hijos heredó aproximadamente $50.000 (equivalentes a $1.34 millones en 2016). En ese otoño, Addams, su hermana Alice, Harry el esposo de su hermana y su madrastra Anna Haldeman Addams, se trasladaron a Filadelfia para que los tres jóvenes pudieran iniciar su educación en medicina. Harry ya había recibido instrucción en medicina y prosiguió sus estudios en la Universidad de Pensilvania. Jane y Alice completaron el primer año de la escuela de medicina en la Women's Medical College of Philadelphia, pero las afecciones de salud de Jane, una cirugía de columna y una crisis nerviosa le impidieron terminar la carrera. Su fracaso la llenó de tristeza. Además su madrastra estaba enferma, así que la familia entera canceló los planes de quedarse por dos años y volvieron a Cedarville.
El otoño siguiente su cuñado Harry le práctico una cirugía en la espalda para enderezarla. Él le aconsejó entonces que renunciara a sus estudios y se dedicara a viajar. En agosto de 1883 inició un viaje de dos años por Europa en compañía de su madrastra, viajando por algunos periodos con amigos y familiares que se les fueron uniendo. Fue en ese viaje que Addams decidió que no tenía que ser doctora para poder ayudar a los pobres. A su regreso en junio de 1887, Addams vivió con su madrastra en Cedarville y pasó los inviernos con ella en Baltimore. Addams, todavía llena de una vaga ambición, hundida en la depresión e insegura de su futuro, se sentía inútil viviendo la vida convencional que se esperaba de una joven mujer privilegiada. Le escribió extensas cartas a su amiga del Seminario de Rockford, Ellen Gates Starr, la mayoría sobre padre y literatura pero a veces también sobre su desesperación. Mientras tanto Addams ganaba inspiración de sus constantes lecturas. Fascinada por los primeros cristianos y el libro de Tolstoi Mi Religión, recibió el bautismo en la Iglesia Presbiteriana de Cedarville en el verano de 1886. Leyendo Los Deberes del Hombre de Giuseppe Mazzini, empezó a inspirarse en la idea de democracia como un ideal social. Aun así se sentía confundida sobre su rol como mujer. La esclavitud de las mujeres de John Stuart Mill la hizo reflexionar y cuestionarse sobre las presiones sociales que recaen sobre las mujeres para casarse y dedicar su vida a su familia.
En el verano de 1887 Addams leyó en una revista sobre la nueva idea de iniciar una casa de asentamiento. Decidió visitar la primera del mundo, Toynbee Hall en Londres. Ella, junto a algunos amigos incluyendo a Ellen Gates Starr, viajaron por Europa entre diciembre de 1887 y junio de 1888. Al principio Addams no le contó a nadie sobre su sueño de iniciar una casa de asentamiento, pero empezó a sentirse culpable por no actuar para cumplir su sueño. Creyendo que el compartir su sueño podría ayudarle a actuar para cumplirlo, se lo contó a Ellen Gates Starr. A Starr le encantó la idea y acordó unirse a Addams en la creación de la casa de asentamiento. Al visitar Toynbee Hall Addams quedó fascinada. Su sueño de las clases mezclándose socialmente para obtener beneficios mutuos, como había sucedido en los primeros círculos cristianos, parecía encarnarse en este nuevo tipo de institución. Addams descubrió que la casa de asentamiento era un espacio en donde sucedían inesperadas conexiones culturales y donde las estrechas fronteras de clase, cultura y educación podían expandirse. Tenían la doble funcionalidad de centros comunitarios de arte e instalaciones de servicios sociales. Allí se establecieron las bases para la sociedad civil americana, un espacio neutral en donde diferentes comunidades e ideologías podían aprender unas de otras y buscar intereses comunes para la acción colectiva
En 1889 Addams y su amiga y amante Ellen Gates Starr cofundaron Hull House, una casa de asentamiento en Chicago. La deteriorada mansión había sido construida por Charles Hull en 1856 y necesitaba reparaciones y mejoras. Al principio Addams pagó por todos los gastos (la reparación del techo del porche, la pintura de los cuartos y la adquisición de muebles) además de los gastos operativos. Sin embargo, donaciones de distintas personas sostuvieron la casa desde el primer año y Addams pudo reducir la proporción de sus contribuciones, además el presupuesto anual comenzó a crecer rápidamente. Un buen número de mujeres ricas se convirtieron en importantes donadoras para la casa incluyendo a Helen Culver, quien administraba las propiedades de su primo Charles Hull, y que posteriormente permitió la utilización de la casa sin alquiler. Addams y Starr fueron las primeras ocupantes de la casa, que luego se convertiría en la residencia de aproximadamente 25 mujeres. En su momento cumbre la Hull House era visitada por más de dos mil personas semanales. Hull House era un centro para la investigación, el análisis empírico, el estudio y el debate así como un centro para vivir y establecer buenas relaciones con el vecindario. Entre los objetivos de la Hull House estaba el de poner en contacto a los jóvenes educados y privilegiados con la vida real de la mayoría de las personas. Los residentes de la Hull House adelantaban investigaciones en vivienda, obstetricia, tuberculosis, tifoidea,  recolección de basuras, cocaína y absentismo escolar. Las principales residentes de la Hull House eran mujeres educadas unidas por su compromiso con los sindicatos laborales, la Liga Nacional de Consumidores y el movimiento sufragista. Las instalaciones de la Hull House incluían una escuela nocturna para adultos, clubs para los niños mayores, una cocina pública, una galería de arte, un gimnasio, un club de chicas, una casa de baños, una encuadernadora de libros, una escuela de música, un grupo de teatro, apartamentos, una biblioteca, salas de reunión, una oficina de empleo y un comedor. Además de ofrecer servicios sociales y eventos culturales para la población mayoritariamente inmigrante del vecindario de Near West Side, la Hull House proporcionaba a las jóvenes trabajadoras sociales la oportunidad de adquirir práctica. Uno de los aspectos de la Hull House más importantes para Addams era el programa de artes. El programa de artes de la Hull House le permitió a Addams desafiar el sistema de educación industrializado, que ajustaba los individuos a un trabajo o posición específicos.
Addams fue compañera y pareja de Mary Rozet Smith durante más de 30 años y se ha especulado mucho sobre su vida y su relación. Addams quemó muchas de sus cartas, pero también se refería a su relación como un "matrimonio". Viajaron juntas, fueron copropietarias de una casa en Maine y permanecieron comprometidas la una con la otra.

## Trabajo social

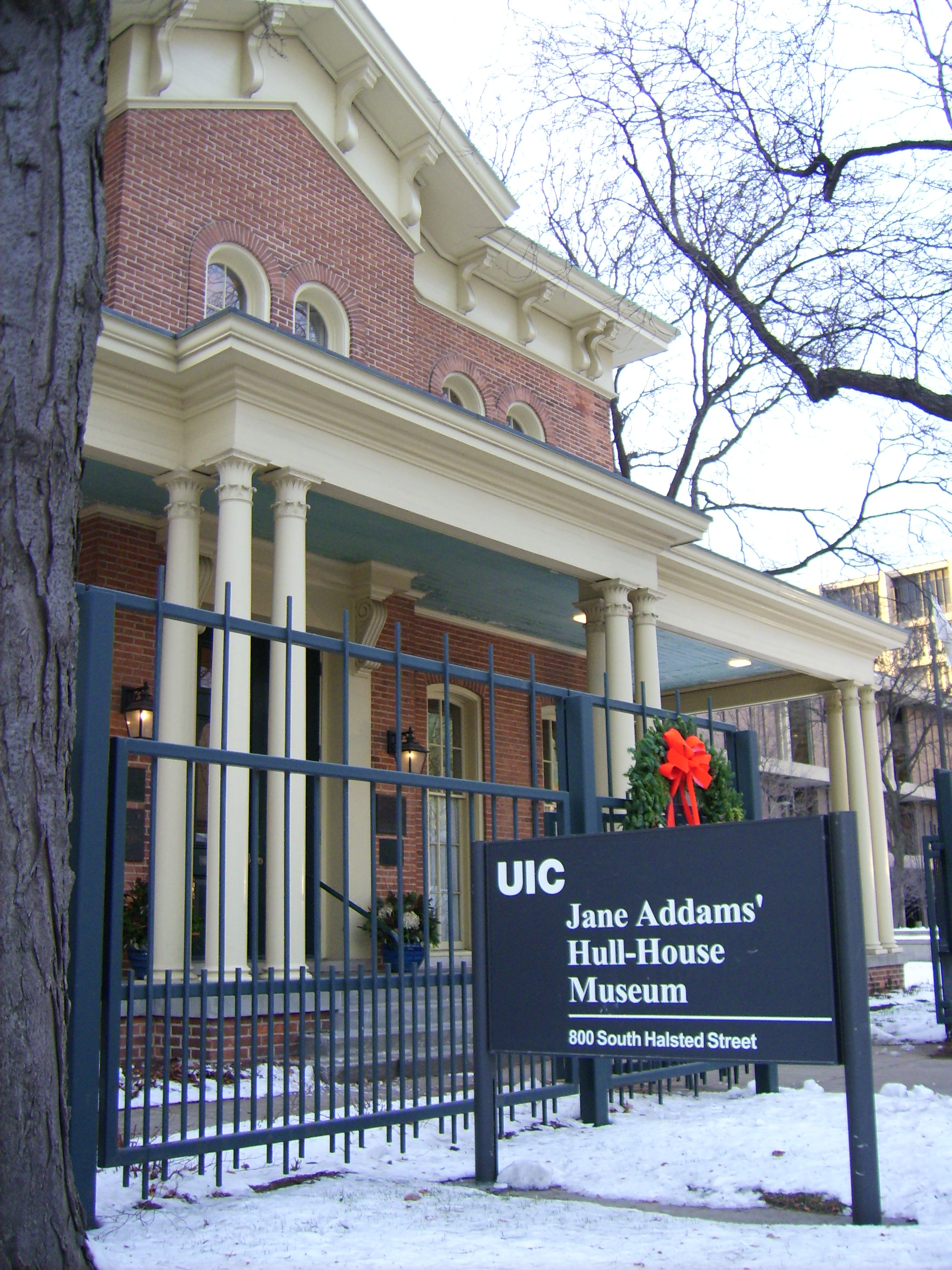
La Hull House en la actualidad.

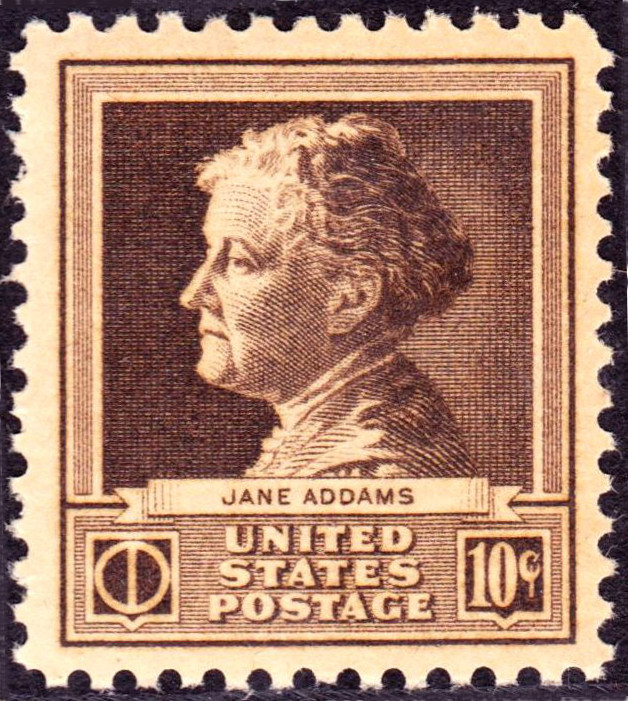
Sello, de 1940, en homenaje a Jane Addams.

Tras su retorno de Europa en 1885 Jane Addams empezó su obra social. Ayudó a los huérfanos en el Chicago's Room y estuvo activa en muchas organizaciones de caridad. En 1888 fundó la Hull House de Chicago, una de las primeras casas de acogida de Estados Unidos inspirada en el Toynbee Hall del sur de Londres, que había fundado Samuel Barnett en 1883.
Las casas de acogida eran centros en donde los pobres recibían formación y beneficios sociales, y suponían un avance en reformas sociales. A la Hull House acudían cada semana casi 2000 personas que usaban las facilidades con que contaba:
- Escuela de tardes para adultos
- Guardería
- Asociaciones para los niños mayores
- Galería de arte
- Cocina pública
- Café
- Gimnasio
- Piscina
- Taller de encuadernación
- Escuela de música
- Compañía de teatro
- Biblioteca
- Taller para chicas
- Servicio de búsqueda de empleo

La Hull House servía también como institución sociológica para mujeres.
Addams fue amiga y colega de los primeros miembros de la Chicago School of Sociology, sobre los que influyó con su sociología aplicada. Fue una de las autoras de los Hull-House Maps and Papers en 1893, que definieron los intereses y la metodología de los sociólogos de Chicago. Trabajó junto a George Herbert Mead en diferentes aspectos de la reforma social, como por ejemplo los derechos de las mujeres o las huelgas de los trabajadores del sector textil de 1910. Addams enlazó las ideas centrales del interaccionismo simbólico con la teoría del feminismo cultural y del pragmatismo, que fundamentan sus ideas.
En 1911 ayudó a la fundación de la National Foundation of Settlements and Neighborhood Centers, de la que ejerció la primera presidencia.
Preocupada por el comienzo de la Primera Guerra Mundial fundó en 1915 la Women's International League for Peace and Freedom. Se pronunció contra la participación estadounidense en la guerra y apoyó la posición del presidente Woodrow Wilson. El mismo año aceptó dirigir las grandes conferencias internacionales de la mujer de La Haya, a las que asistieron más de 1 500 mujeres de 28 países. Jane Addams también cofundó la American Civil Liberties Union y la National Association for the Advancement of Colored People (NAACP). Además integró la American Anti-Imperialist League y de la American Sociology Association y participó en el movimiento sufragista femenino.
En 1929 fue nombrada presidenta honoraria de la Women's International League for Peace and Freedom y dos años más tarde se convirtió en la primera mujer americana en ganar el Premio Nobel, que se le otorgó por su compromiso social. En 1935, poco antes de su muerte, fue honrada con motivo del vigésimo aniversario del nacimiento de la Women's International League for Peace and Freedom.

## Sociología
Jane Addams es considerada una de las fundadoras de la sociología más relevante. Formó parte de la American School of Sociological Society desde inicios en 1905 y escribió frecuentemente en su revista. También, colaboró con la Chicago School of Sociology y escribió al menos 12 libros con temática de sociología.
La conciencia bifurcada es uno de sus aportes principales, este concepto lo propone en 1889 y hace referencia a la situación de privilegio; es también la conciencia bifurcada lo que la impulsa a buscar un lugar para dejar de soñar y pasar a la acción a través de la fundación del centro social Hull House. La ética social es otro de sus conceptos principales, esta ética da pie para pensar el mejoramiento de la situación de los seres humanos.
Los principios epistemológicos de la teoría social de Jane Addams son:
- Sociología aplicada: la teoría ha de ir de la mano de la práctica.
- Teoría social orgánica: los seres humanos y la naturaleza son unidad. Los cambios sociales en las instituciones afectan a todos los individuos.
- Teoría social evangélica: todos los seres humanos son naturalmente bondadosos.
- Reciprocidad de reconocimiento: la observación participante siempre debe ser respetuosa con los individuos y su entorno.
- Ética social como norma vertebral de su pensamiento y acción: la acción social ha de entenderse como una fuerza moral de la sociedad y debe permitir mejorar las condiciones de vida.

La relevancia sociológica de esta autora está en que su trabajo académico se trasladó a la práctica (sociología aplicada). Escribió sobre teoría sociológica con conciencia del particular rol y estatus de ella misma en la sociedad.
Fue precursora del paradigma interpretativo donde el foco en la comprensión es el propio yo que suele tener de los significados de las otras personas. También es precursora de la sociología de la vida cotidiana, de la sociología para las personas y la etnografía institucional. Rechazó la idea del individuo socialmente determinado y entendió la ética social en la democracia socializada.

### Metodología sociológica
El punto de partida de Jane Addams son las relaciones complejas, hizo uso constante de la observación participante empática y realizó el análisis de los múltiples puntos de vista en distintos contextos relacionales.

### Propuesta del ámbito social
En el marco político contextual el Estado es ilustrado e intervencionista. Hay una fuerte  preponderancia por la idea del bien común, donde los individuos deben aprender a identificar sus intereses personales hilados a la idea de bien común. Para Jame Addams la democracia es socializada y debe incorporarse al día a día de todos los individuos.Addams, además, a pesar de no profesar el cristianismo, se vinculó a movimientos cristianos para evitar la venta de alcohol. Muchas mujeres soportaban la violencia que sus esposos ejercían contra ellas.

### Sociología feminista
Addams trabajó con perspectiva de género al mirar el mundo desde una posición específica y diferenciada de las mujeres. Estudió a las mujeres desde distintos puntos de vista a través de las observación. Tuvo un compromiso teórico y práctico para construir una sociedad más justa entre hombres y mujeres. Jane Addams es una de las precedentes del feminismo de la diferencia.